# Rock ’n’ Roll (альбом Motörhead)
Rock ’n’ Roll (с англ. — «Рок-н-ролл») — восьмой студийный альбом хеви-метал-группы Motörhead, изданный 5 сентября 1987 года. Второй альбом группы, в записи которого принимали участие четыре человека, вместо утвердившегося трио.

## Об альбоме
Диск записывался на студии Master Rock Studios Redwood в Лондоне, а микшировался сразу в трёх студиях: Britannia Row, Eden Studios и The Roundhouse в Лондоне.
Лемми считает композицию «Rock ’n’ Roll», наряду с «Dogs», «Boogeyman» и «Traitor», одной из сильнейших в альбоме и заявляет, что у альбома есть и другие хиты, игравшиеся на протяжении лет, но особо не воспринимавшиеся публикой

## Композиция «Eat the Rich»
Композиция «Eat the Rich» вышла в качестве сингла в 1987 году на виниловых дисках размерами 7 и 12 (дюймов). Обратная сторона сингла 7 содержала композицию «Cradle to the Grave», на сингле 12 две композиции: «Cradle to the Grave» и «Just ’cos You Got the Power», впоследствии вышедшие в качестве бонусных композиций.
Композиция вышла вторым треком на полнометражном альбоме «Rock’n’Roll». Известный режиссёр Питер Ричардсон использовал эту композицию в качестве саундтрека в своей кинокомедии 1987 года, которая так и называлась «Eat the Rich».
Голландский сингл, выпущенный лейблом Roadrunner, поставил композицию «Eat The Rich» заглавной на альбоме. Автором идеи при создании обложек альбома и сингла выступил Джо Петано, который стал и художником.

## Список композиций
| №   | Название                   | Длительность |
| --- | -------------------------- | ------------ |
| 1.  | «Rock 'N' Roll»            | 3:49         |
| 2.  | «Eat the Rich»             | 4:34         |
| 3.  | «Blackheart»               | 4:03         |
| 4.  | «Stone Deaf in the U.S.A.» | 3:40         |
| 5.  | «Blessing»                 | 1:00         |
| 6.  | «The Wolf»                 | 3:28         |
| 7.  | «Traitor»                  | 3:17         |
| 8.  | «Dogs»                     | 3:48         |
| 9.  | «All for You»              | 4:10         |
| 10. | «Boogeyman»                | 3:07         |

### Бонус-треки на переиздании
1. «Cradle to the Grave» — 4:12
2. «Just ’Cos You Got the Power» — 7:30
  - Tracks 10 and 11 originally released as B-sides of Eat the Rich.

### Бонус CD
В 2006 году альбом пережил[стиль] очередное переиздание в виде основного альбома и бонус-диска, содержащего композиции, звучавшие на фестивале «Монстры рока», записанные 16 августа 1986 года, никогда не издававшиеся ранее и вышедшие только на этом издании:
1. «Iron Fist»
2. «Stay Clean»
3. «Nothing Up My Sleeve»
4. «Metropolis»
5. «Dr. Rock»
6. «Killed by Death»
7. «Ace of Spades»
8. «Steal Your Face»
9. «Bite the Bullet»
10. «Built for Speed»
11. «Orgasmatron»
12. «No Class»
13. «Motorhead»

## Участники записи
- Лемми — бас-гитара, вокал
- Фил Кэмпбелл — гитара, гитара с пониженными ладами на «Eat the Rich»
- Würzel — гитара, гитара с пониженными ладами на «Stone Deaf in the USA»
- Фил Тейлор — ударные
- Джо Петано — художник
- Продюсеры: Motörhead и Гай Бидмед
- Звукоинженер Гай Бидмед
- Микширование Britannia Row, Eden Studios и The Roundhouse (Лондон).
- Мастеринг на CBS Studios (Лондон).